# Denton Koon
Denton Frazier Koon (Liberty, Misuri, 23 de mayo de 1992) es un jugador de baloncesto profesional de nacionalidad estadounidense que juega en el FC Barcelona B. 

## Carrera deportiva
Formado en la Universidad de Princeton, donde jugó desde la temporada 2011/12 hasta la temporada 2014/15, continuó su periplo universitario en la Hofstra University en la temporada 2015/16. En 2016, el alero norteamericano comenzó su primera experiencia europea jugando en las filas del Aris Leeuwarden holandés.
En septiembre de 2017, el alero norteamericano firma por una temporada con el filial azulgrana, el FC Barcelona B para competir en la liga LEB Oro.

## Clubs
- Aris Leeuwarden (2016-2017)
- FC Barcelona B (2017-2018)